# ブリティッシュコロンビア電気鉄道
ブリティッシュコロンビア電気鉄道（英：British Columbia Electric Railway、略称：BCER）はかつてカナダのブリティッシュコロンビア州の南西部に存在した鉄道会社である。
BCエレクトリックの子会社として州の南西部の公共交通機関の運行会社として1890年代半ばに設立。バンクーバーやニューウエストミンスター、ビクトリアなどでインターアーバンと路面電車を運営した。のちにBCエレクトリックの一部門として吸収される。

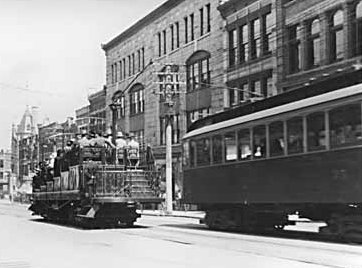
1910年のBCER路面電車

BCエレクトリックは都市間電気鉄道と路面電車への電力の供給を目的に、バンツェン湖岸とステーブ川には開発投資によって水力発電所を建設。本線から独立した9.66キロの支線はカナダ太平洋鉄道のラスキン駅からステーブ川のステーブ滝発電所をつないだ。
インターアーバンは、バンクーバーからバーナビーを経由してニューウエストミンスターへと続く路線、バンクーバーからリッチモンドへ続く路線、ニューウエストミンスターからチリワックをつなぐ路線の主に3本で、さらにビクトリアとサーニッチでも電車を運行している。路面電車時代ののち、BCエレクトリックはメトロバンクーバーとグレータービクトリアでバスとトロリーバスを運行し、これらはのちにBCトランジットとして独立。ビクトリアでは1952年にトロリーバスを廃止したものの、メトロバンクーバーには現在も路線が残る。
1961年に州政府はBCエレクトリックの事業を引き継ぎ、国営公社であるBCハイドロに鉄道事業を組み込んだ。その後1989年にBCハイドロは鉄道事業を新たな短距離鉄道会社へと売却し、ブリティッシュコロンビア・サザン鉄道として一部の線路は現存する。
なお、スカイトレインのエキスポ・ラインは一部にブリティッシュコロンビア電気鉄道の廃線跡地を利用している。